# Daniel J. Bernstein

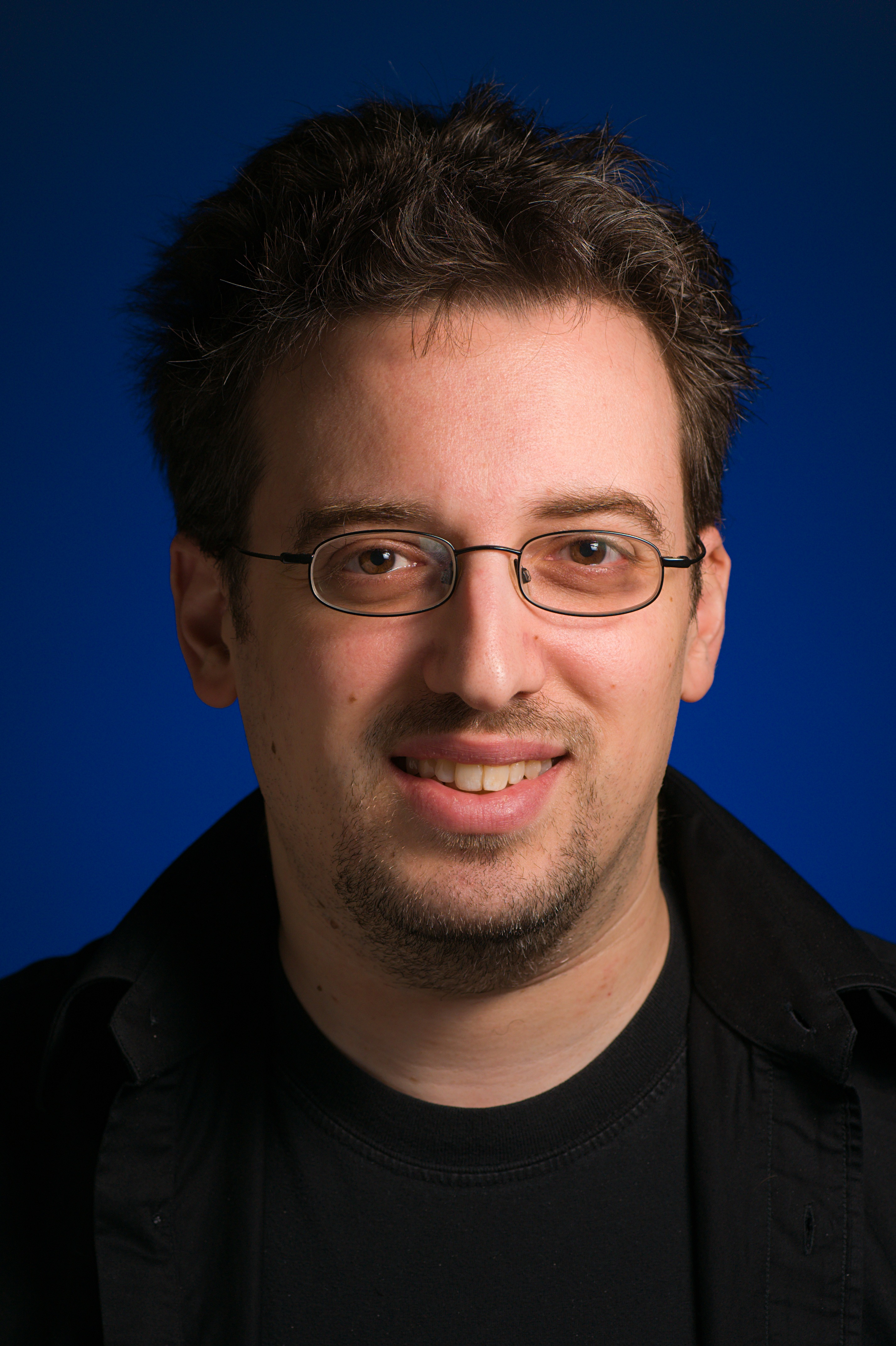
Daniel Bernstein (2010)

Daniel Julius Bernstein (* 29. Oktober 1971 in East Patchogue, Long Island, New York), auch bekannt als djb, ist ein  deutsch-amerikanischer Mathematiker (Algorithmische Zahlentheorie), Kryptologe, Programmierer und Professor an der University of Illinois in Chicago und an der Technischen Universität Eindhoven.

## Beruflicher Werdegang
Bernstein studierte Mathematik an der New York University (Bachelor-Abschluss 1991) und promovierte 1995 bei Hendrik Lenstra an der University of California, Berkeley. Ab 1995 war er Research Assistant Professor an der University of Illinois at Chicago, ab 1998 Assistant Professor, 2001 Associate Professor und ab 2005 Professor an der Fakultät für Mathematik, Statistik und Informatik, seit 2003 gleichzeitig als Adjunct Professor an der Fakultät für Informatik. 2008 wechselte er dann als Research Professor vollständig an die Fakultät für Informatik.
Er war Gastprofessor an der Technischen Universität Dänemarks in Lyngby (2006), an der University of Sydney (2004) und Gastwissenschaftler am Fields Institute in Toronto und am Mathematical Sciences Research Institute als Key Senior Scientist in algorithmischer Zahlentheorie (2000). Seit 2012 ist er zudem Professor an der Technischen Universität Eindhoven.

## Werk
1996 erarbeitete Bernstein zusammen mit Eric Schenk SYN-Cookies, um Server vor durch SYN-Flood verursachten Denial-of-Service-Angriffen zu schützen.
2001 erregte er Aufmerksamkeit, als er Überlegungen veröffentlichte (Circuits for integer factorization – a proposal, 2001), wonach die damals verfügbare Computer-Hardware ausreichen könnte, um (der Stellenanzahl nach) dreimal größere Zahlen zu faktorisieren als bis dahin angenommen. Damals lag die Messlatte faktorisierbarer Zahlen bei Zahlen mit etwa 512 Bits; seinen Argumenten zufolge wären also Zahlen mit 1500 Bits angreifbar, im Gegensatz zu den allgemeinen Vorstellungen über sichere RSA-Schlüssel, die auf veröffentlichter Literatur beruhten – der Kenntnisstand der NSA und anderer Geheimdienste ist naturgemäß der Öffentlichkeit unbekannt. Bernsteins Arbeit wurde aber von anderen Mathematikern kritisiert.
Im Mai 2005 veröffentlichte Bernstein einen Artikel über eine unerwartet einfache Timing-Attacke auf den Advanced Encryption Standard (AES).
Ebenfalls 2005 veröffentlichte Bernstein den Stromverschlüsselungsalgorithmus Salsa20. Salsa20/12 war einer der Gewinner des eSTREAM-Wettbewerbs der Europäischen Union zur Standardisierung von Stromchiffrealgorithmen. ChaCha, eine 2008 von Bernstein vorgestellte Abwandlung von Salsa20, findet breite Anwendung, darunter in TLS und im Linux-Kernel.
Bernstein hat den Hash-Algorithmus CubeHash als Vorschlag für SHA-3 entwickelt, dieser schaffte es allerdings nicht in die Runde der Finalisten. Weiterhin entwickelte er mit DNSCurve ein zu DNSSEC alternatives Konzept für DNS-Sicherheit. DNSCurve verwendet das von ihm entwickelte Elliptische-Kurven-Kryptosystem Curve25519. Ebenfalls aufbauend auf Curve25519 schlug er CurveCP vor, ein zu TCP alternatives Transportprotokoll, das Vertraulichkeit und Authentizität garantiert.
Bernstein ist Mitbegründer der PQCrypto, einer Konferenz zum Thema Post-Quanten-Kryptographie, ein Begriff der von Bernstein stammt und Verfahren meint, die auch gegenüber Quantencomputern sicher sind.
Bernstein war Mitentwickler von SPHINCS+ und NTRU Prime. Diese Algorithmen wurden für den POST-Quanten-Kryptographie-Wettbewerb des NIST ausgewählt, wobei SPHINCS+ das Verfahren gewann und NTRU Prime in der dritten Runde des Verfahrens als alternativer Kandidat bezeichnet wurde. SPHINCS+ entstand dabei ähnlich wie andere Gewinner des Verfahrens (CRYSTALS-Kyber bzw. CRYSTALS-Dilithium) im Rahmen des Exzellenzclusters CASA (Cyber Security in the Age of Large Scale Adversaries) des Horst-Görtz-Instituts der Ruhr-Universität Bochum.

### Software-Veröffentlichungen
Bernstein schrieb eine Software-Bibliothek für die Schnelle Fourier-Transformation (FFT), DJBFFT. Er entwickelte mit A. O. L. Atkin und implementierte (in Form des Programms primegen) auch ein schnelles Primzahlensieb (Sieb von Atkin).
Seit den 1990er Jahren entwickelte und implementierte er auch schnelle Algorithmen für das Zahlkörpersieb und Kryptographie mit elliptischen Kurven.
Er ist unter anderem Autor folgender Programme:
- qmail – ein Mail Transfer Agent (für den Bernstein auch die Verzeichnisstruktur Maildir schuf)
- djbdns – eine Sammlung von DNS-Programmen (Nameserver, DNS-Cache und Clientprogrammen)
- daemontools – eine Sammlung von Programmen zum Starten und Überwachen von Daemon-Prozessen
- publicfile – ein auf Sicherheit und Performance ausgelegter FTP-Server und Webserver ohne CGI-Unterstützung
- ezmlm – eine Software zum Betrieb von Mailinglisten

Der Autor und seine Software waren teilweise umstritten, denn lange Zeit veröffentlichte er seine Programme unter Lizenzen, die nicht als freie Software anerkannt waren, weswegen viele Linux-Distributionen sich weigerten, diese aufzunehmen. Allerdings hat er im November 2007 fast alle Software als gemeinfrei deklariert, womit dieses Problem nicht mehr besteht.
Bernstein hat für einige seiner Softwareprojekte Preise für Finder von Sicherheitslücken ausgeschrieben. Er zahlte im März 2009 1.000 US-Dollar an Matthew Dempsky für das Auffinden einer Sicherheitslücke in djbdns (siehe auch qmail#Sicherheit).
Bernstein hat das Benchmarking-Tool SUPERCOP entwickelt, welches eine Vielzahl kryptographischer Algorithmen unter realitätsnahen Bedingungen testet. Zusammen mit Tanja Lange betreibt er die Website eBACS, eine umfangreiche Sammlung von Benchmarkergebnissen kryptographischer Algorithmen. Die eBACS-Ergebnisse zu Hashfunktionen sind laut NIST ein wichtiges Kriterium für die Auswahl von SHA-3.

## Politisches
Bernstein hat einen langen Kampf gegen die US-amerikanischen Exportbeschränkungen für Kryptographie hinter sich. Er kritisierte auch mehrere bekannte Software-Patente (zum Beispiel von Whitfield Diffie und Martin Hellman über Public-Key-Kryptographie) aufgrund des US-Patentrechts (nach dem die Veröffentlichung der Patent-Gegenstände bei Beantragung des Patents nicht länger als ein Jahr zurückliegen darf).